# London Weekend Television
London Weekend Television (LWT) fue una productora y canal de televisión británico que formaba parte de la cadena ITV. Durante el tiempo que funcionó como concesionaria de ITV, emitía desde las 17:15 del viernes hasta las 6:00 del lunes para el área metropolitana de Londres; el resto de días compartía la frecuencia con Thames Television (1968-1992) y Carlton Television (1993-2002).
Las emisiones comenzaron el 2 de agosto de 1968 en reemplazo de Associated Television. Un año más tarde se produjo la entrada en el accionariado de Rupert Murdoch, quien impulsó al canal como productora de entretenimiento, telecomedias y programas deportivos. Se mantuvo como compañía independiente hasta su adquisición por Granada Television en febrero de 1994. Algunos de los espacios más emblemáticos que ha aportado a ITV son Upstairs Downstairs, Agatha Christie's Poirot, Catweazle, The Professionals, Blind Date, Dempsey & Makepeace, y el programa de resúmenes de fútbol The Big Match.
La marca LWT desapareció el 27 de octubre de 2002, cuando el primer canal de ITV adoptó la imagen corporativa unificada «ITV1». Dos años después, Granada y Carlton acordaron su fusión para crear la compañía ITV plc, propietaria de 13 de las 15 franquicias que forman parte de ITV. Aunque legalmente las franquicias de Londres siguen separadas, ambas están gestionadas bajo la marca ITV London.

## Historia

### Creación de London Weekend

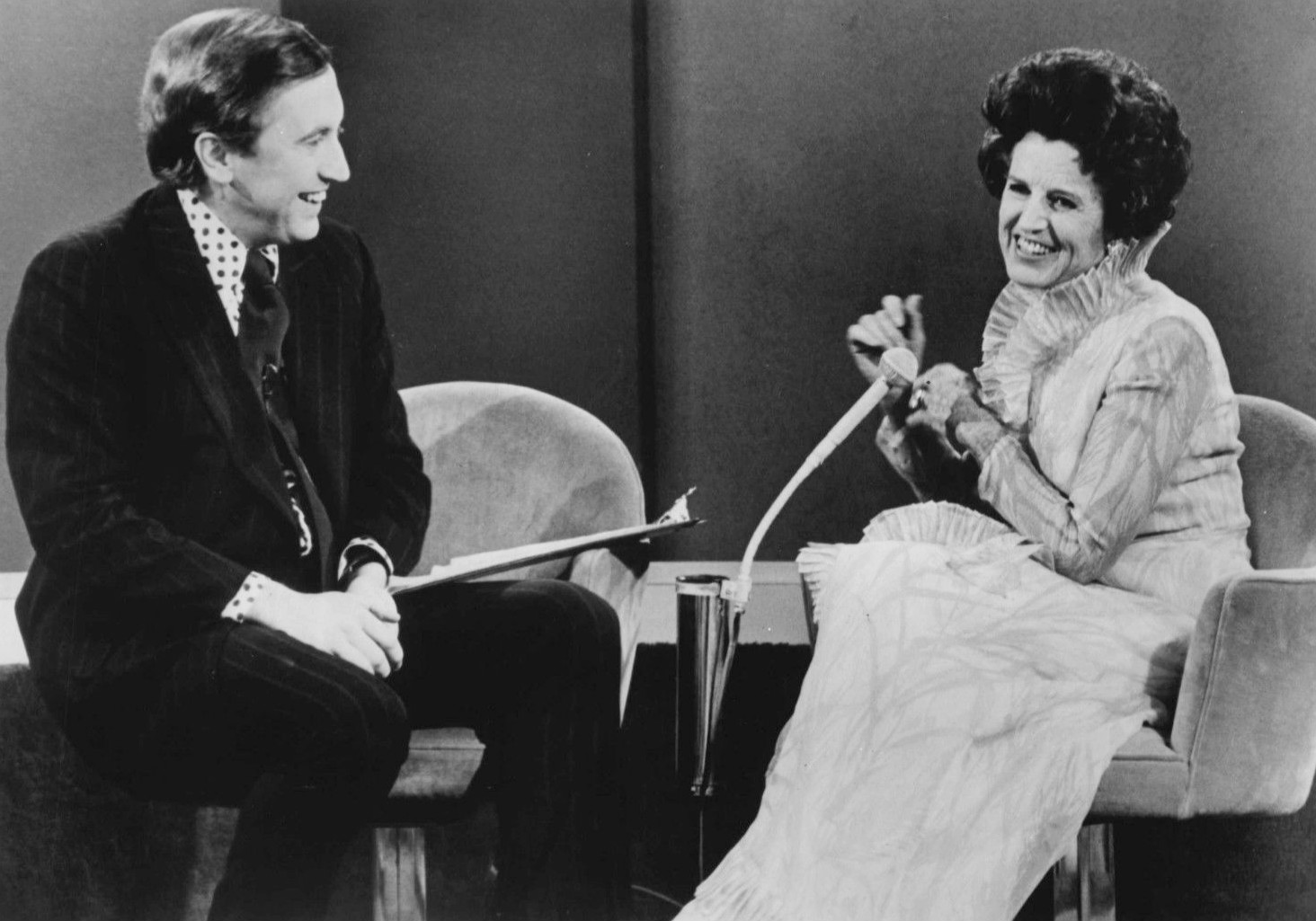
A la izquierda David Frost, uno de los impulsores de LWT (1971).

En los años 1960, el mercado televisivo británico estaba compuesto por dos canales: BBC Television, perteneciente a la radiodifusión pública, e Independent Television (ITV), controlada por la Autoridad Independiente de Televisión (ITA) y compuesta por una red de 14 franquicias regionales. El gobierno británico impulsó en 1962 la Comisión Pilkington sobre el futuro de la televisión, cuyos miembros sugirieron tres medidas importantes: adoptar la televisión en color, crear un segundo canal público (BBC-2) y mejorar la programación de ITV, muy dependiente del entretenimiento y con una estructura centralizada.
La franquicia más importante de ITV era la del área metropolitana de Londres, dividida en dos concesiones: una de lunes a viernes (Rediffusion London), y otra para los fines de semana (Associated Television, ATV). La ITA tuvo en cuenta las recomendaciones de la Comisión Pilkington en la renovación de licencias de 1967, y entre otras medidas estaba previsto que ATV perdiese su licencia del fin de semana en favor de Associated British Corporation (ABC). Sin embargo, el vencedor de la licitación fue una empresa nueva, London Television Consortium, liderada por Michael Peacock —exdirector de BBC-1— y el presentador David Frost. A pesar de que LTC partía de cero, su proyecto contaba con profesionales de la televisión británica y apostaba por programas culturales, en línea con las sugerencias de Pilkington.
Al final, la ITA forzó una unión de conveniencia entre ABC y Rediffusion para la franquicia londinense de lunes a viernes —Thames Television—, mientras que LTC se quedó con el fin de semana y adoptó la marca «London Weekend Television» (LWT). Ambos canales debían funcionar a partir del verano de 1968. LWT obtuvo un aumento de su horario a la noche del viernes, pero a cambio tuvo que alquilar los estudios de Rediffusion en Wembley y quedarse con buena parte de su personal. Esto último terminaría provocando un conflicto laboral: los empleados procedentes de Rediffusion demandaron mejoras salariales por trabajar el fin de semana, pero los directivos de ITV se negaron.
LWT comenzó a emitir el viernes 2 de agosto de 1968, y lo hizo de forma muy accidentada: a los quince segundos de su estreno, los técnicos cortaron la señal e iniciaron una huelga que afectó a toda la red de ITV. La compañía tuvo que establecer con carácter urgente un servicio nacional, llevado a cabo entre Thames y ATV, y no resolvió la disputa laboral hasta las dos semanas siguientes.
En su primer año de vida, LWT apostó por numerosos programas culturales y dramáticos que no gozaron del respaldo de los espectadores londinenses, más favorables a la nueva oferta popular de BBC-1. El canal tenía serios problemas para vender sus bloques publicitarios, no supo adaptarse a la televisión comercial, e incluso algunas franquicias de ITV —como ATV, que tenía la concesión de las Tierras Medias— se negaron a emitir los espacios que producían, algo que lastraba su cuenta de resultados. El rostro más visible de LWT en ese tiempo fue David Frost, quien presentó numerosos talk show y debates en horario estelar.

### Rupert Murdoch (1969-1971)
En septiembre de 1969, Peacock fue cesado al frente de LWT y la mitad de la junta directiva dimitió en solidaridad. La situación financiera a largo plazo era insostenible, e incluso ITA planteó que Thames se quedara con las dos franquicias de Londres.
La tabla de salvación de LWT fue Rupert Murdoch. El magnate australiano se había hecho con el control de dos tabloides británicos —The Sun y News of the World— y mantenía una mala relación con David Frost a raíz de una tensa entrevista. Tras conocer que LWT atravesaba problemas financieros, General Electric Company le vendió su participación del 7,5% en noviembre de 1970. Un mes después hizo una ampliación de capital de 500 000 libras para arrebatar a Frost el consejo de administración, asumiendo ya un paquete mayoritario del 30%. Y en febrero de 1971 se convirtió en el nuevo director general de LWT.
Bajo la nueva propiedad, el canal apostó por una programación de entretenimiento que dio buenos resultados a corto plazo. El apartado más destacado fueron las series: en octubre de 1971 estrenó el primer episodio de Upstairs Downstairs («Arriba y abajo»), líder de audiencia con 20 millones de espectadores y un éxito de crítica que llegó a ganar el Globo de Oro en 1975. También se estrenaron éxitos a nivel local como las series de humor On the Buses (1969-1973) y Doctor in the House (1969-1970), esta última con guiones de John Cleese y Graham Chapman.
A pesar de que Murdoch logró salvar LWT, la autoridad audiovisual que reemplazó a la ITA en esa década, la Independent Broadcasting Authority (IBA), rechazaba la concentración de medios que podía ejercer en el mercado británico. Ante la posibilidad de que no le renovasen la concesión, Murdoch dimitió en 1971 y se deshizo gradualmente de todas las acciones que tenía en la franquicia.

### Consolidación (1972-1993)

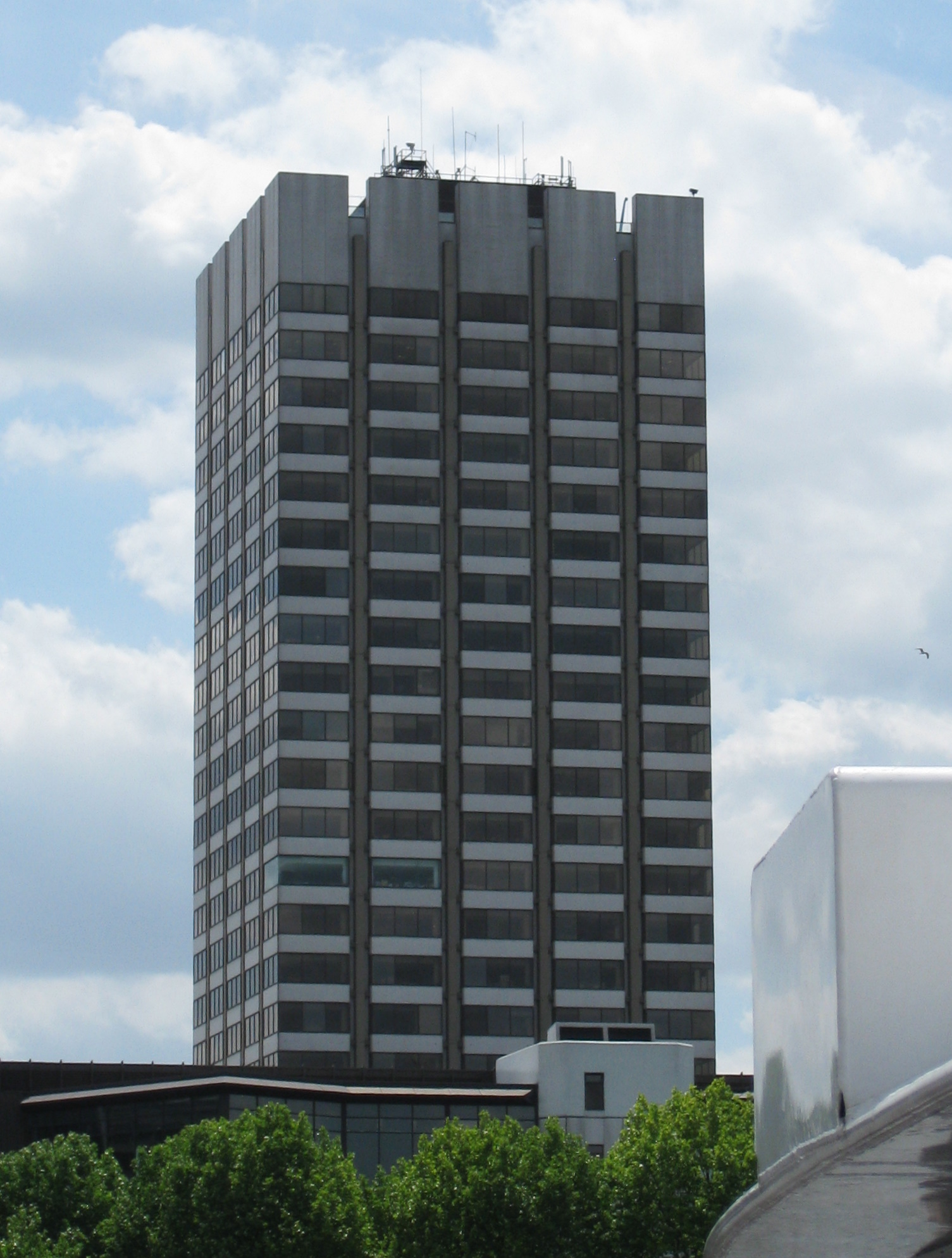
El edificio The London Studios, en South Bank, fue inaugurado en 1972.

La IBA confió la presidencia de LWT al exparlamentario y presentador John Freeman (1971-1984). El nuevo dirigente asumió la programación generalista del antecesor, aplicó sus conocimientos de la televisión británica, y emprendió reformas internas para mejorar la gestión de la empresa. En 1972 se produjo la inauguración del estudio central en el South Bank a la orilla del río Támesis, conocido como The London Studios.
LWT reforzó su estructura con destacados profesionales de la televisión británica. El canal tuvo especial acierto en la elección de directores de programación: Michael Grade (1973-1981) fue pionero en la producción para minorías étnicas y culturales, entre ellos la primera comedia de situación con protagonistas de raza negra (The Fosters), además de programas de culto como Los profesionales. El cargo fue posteriormente ocupado por John Birt (1982-1987), y Greg Dyke (1987-1994), quienes años más tarde terminaron siendo directores generales de la BBC. Otra medida destacada fue la contratación de Bruce Forsyth, presentador del popular concurso Play Your Cards Right, y la adquisición de derechos de los resúmenes de la liga inglesa.
A partir de los años 1970 el canal había mejorado considerablemente su reputación dentro de ITV, especialmente en dos apartados: programas de entretenimiento, con los estrenos de Blind Date (1985) y el concurso de videos domésticos You've Been Framed! (1990), y producciones deportivas (The Big Match, World of Sport). LWT obtuvo la renovación automática de la concesión en 1974 y no tuvo ningún problema para mantenerla en la revisión de 1981. Además, supo rebajar costes de producción gracias a un acuerdo estratégico con otra concesionaria de ITV, Television South.
No obstante, en los años 1980 se produjeron importantes cambios que afectaban a ITV y sus concesionarias. El gobierno de Margaret Thatcher aprobó la nueva Ley Audiovisual de 1990 que desregularizaba la televisión comercial. La IBA fue sustituida como organismo por dos entidades separadas para radio y televisión; la Radio Authority y la Independent Television Commission (ITC). En lo que respecta a ITV se aprobó que, en los concursos para renovar las concesiones, ganaría la empresa que más dinero aportara, sin tener en cuenta otros factores como la programación regional. La medida fue muy criticada, por lo que el ejecutivo añadió una «cláusula de calidad» sobre la base de la producción propia y los proyectos de futuro. También se permitió la fusión y concentración entre concesionarias de ITV, bajo una serie de condiciones.
LWT se presentó a la renovación de concesiones en 1991 con una oferta a la baja de 7,6 millones de libras, confiando todo a la reputación de sus programas para pasar el corte. Su rival, el consorcio London Independent Broadcasting, presentó una oferta valorada en 35 millones de libras. Sin embargo, LWT ganó la licitación gracias a la cláusula de calidad. La arriesgada operación fue un éxito personal del presidente Christopher Bland y del directivo Greg Dyke, sobre todo porque la otra franquicia londinense, Thames Television, había perdido su puja frente a Carlton Television. En vez de competir contra ellos, LWT se asoció con Carlton para crear en 1993 una productora externa de informativos locales, London News Network.

### Granada Television (1994-2002)
Aunque LWT aspiraba a seguir funcionando como empresa independiente, su oferta a la baja no tardó en ser un arma de doble filo aprovechada por grupos más solventes. El 6 de diciembre de 1993, Granada Television, la franquicia del noroeste de Inglaterra, presentó una oferta pública sobre LWT valorada en 600 millones de libras. Los londinenses trataron de impedirlo con una negociación exprés para comprar Yorkshire Television, pero la propuesta no salió adelante y el 25 de febrero de 1994 se confirmó la venta de LWT a Granada por 750 millones de libras. En consecuencia, Greg Dyke y Christopher Bland dejaron la compañía con una compensación millonaria.
Granada convirtió a LWT en la productora de referencia de ITV para el fin de semana, especializándola en entretenimiento y concursos. En el momento de la compra, ambas compañías producían el 40% de los espacios de ITV. Esta operación inició una «guerra de compras» entre franquicias, principalmente Granada y Carlton, por ver quién terminaba controlando la red de ITV.
El 27 de octubre de 2002, en un relanzamiento nacional de ITV, el canal regional fue renombrado «ITV1 London». La Ofcom aprobó la fusión de Granada y Carlton en 2003 para crear una sola compañía, ITV plc, que pasaría a gestionar 12 de las 15 franquicias de la red como una sola empresa. La marca londinense siguió utilizándose en el copyright de algunos espacios hasta el 1 de noviembre de 2004.
El último vestigio de LWT, el edificio The London Studios, cerró sus puertas el 30 de abril de 2018.

## Programación

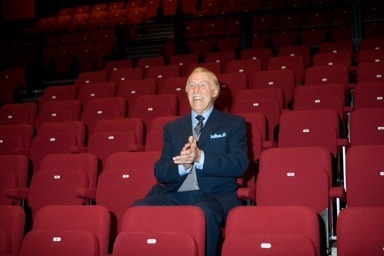
Bruce Forsyth (1928-2017) fue el presentador más popular de LWT.

London Weekend Television emitía desde las 17:15 del viernes hasta las 6:00 del lunes, con una producción aproximada de 50 horas por semana. Al formar parte de ITV debía encargarse de todos los aspectos de un canal generalista: informativos locales, entretenimiento y cultura, que después se distribuían en la red nacional. Sin embargo, y a diferencia de otras concesiones, el área metropolitana de Londres estaba repartida en dos franquicias y LWT sólo se ocupaba de los fines de semana. Esto le hizo especializarse en programas de entretenimiento, concursos, series y resúmenes deportivos.
La serie con mayor éxito internacional de LWT es el drama histórico Upstairs Downstairs (conocida en España como «Arriba y abajo»). A lo largo de sus cinco temporadas llegó a reunir a más de 20 millones de espectadores, y obtuvo reconocimientos tanto de la Academia Británica como de la televisión estadounidense, entre ellos el Globo de Oro a la mejor serie dramática (1975). Además, LWT se encargó de adaptar la obra completa de Agatha Christie; la serie Agatha Christie's Poirot fue estrenada en 1989 y ha continuado hasta 2013, aún incluso después de que desapareciera LWT. También hubo adaptaciones contemporáneas, como las series policiales Los profesionales y Dempsey & Makepeace (Como el perro y el gato), y comedias de situación como Doctor in the House (1969-1977), On the Buses (1969-1973), Please, Sir! (1968-1972) y Mind Your Language (1977-1979).
No obstante, LWT es recordada en la televisión británica por sus espacios de entretenimiento. En la década de 1970 el canal le arrebató a la BBC al presentador más conocido en Reino Unido, Bruce Forsyth, para dirigir espacios como los concursos Play Your Cards Right y You Bet!. Del mismo modo la cantante Cilla Black, muy popular en los años 1960, relanzó su carrera profesional gracias a Surprise, Surprise! (1984-2000) y el programa de citas Blind Date (1985-2003). LWT fue también pionera en programas de videos domésticos (You've Been Framed!, 1990) y de cámara oculta (Game for a Laugh, 1981).
El departamento de deportes de LWT produjo espacios como World of Sport (1965-1985), especializado en resúmenes deportivos; Saint and Greavsie (1985-1992), presentado por Ian St John y Jimmy Greaves, y The Big Match (1968-1992), con resúmenes de la Primera División inglesa de fútbol. Su periodista de referencia era Brian Moore, quien ha llegado a cubrir nueve Copas Mundiales de Fútbol para ITV.
LWT fue pionera dentro de ITV en introducir programación para minorías sociales (a través del departamento London Minorities Unit) y servicios comunitarios (London Community Unit), si bien la gran mayoría no pasaron de la emisión local. El canal no contó con servicios informativos propios hasta la creación en 1993 de London News Network, en colaboración con Carlton Television.

## Identidad corporativa
La identidad corporativa de ITV London está supeditada a la de la red ITV. Sin embargo, las concesionarias regionales tuvieron su propia imagen desde 1955 hasta 2002.
A diferencia de otras televisiones comerciales, LWT se puso en marcha sin imagen corporativa: las producciones se acreditaban simplemente con la leyenda «From London Weekend Television». A partir de 1969 se incluyó un óvalo formado por tres líneas, en representación de los días de emisión, que rotaba sobre un fondo naranja en las emisiones en color.
El primer logotipo reconocible de LWT, apodado «el río» por su inspiración en el río Támesis, se introdujo el 18 de septiembre de 1970 y estaba compuesto por una sola banda con los colores de la bandera británica —azul, blanco y rojo— sobre un fondo negro, que se desplaza por la pantalla para formar las iniciales «L» y «W». En 1978 fue modificado para componer las tres iniciales «LWT», con la leyenda «London Weekend Television» debajo del logotipo. En la década de 1980 empezaron a utilizar animaciones por ordenador, y a partir de 1996 cada letra pasó a tener un único color: rojo, blanco y azul marino.
En 1999, con la franquicia controlada por Granada, ITV implementó una imagen corporativa a nivel nacional: el logo regional figuraba en la parte superior y «ITV» en la inferior. Sin embargo, LWT fue la única que pudo cambiarla al año siguiente por un Video wall con imágenes de Londres. Finalmente, el 28 de octubre de 2002 todas las identidades regionales fueron eliminadas en favor de «ITV1». La marca ITV es la única que usan todas las franquicias propiedad de ITV plc.